# Muamer Tanković
Muamer Tanković (Norrköping, 22 de fevereiro de 1995) é um futebolista sueco que atua como atacante. Atualmente defende o Pafos.

## Carreira
Muamer Tanković fez parte do elenco da Seleção Sueca de Futebol nas Olimpíadas de 2016.